# Disperse Brown 1
Disperse Brown 1 ist ein Monoazofarbstoff aus der Gruppe der Dispersionsfarbstoffe, der unter anderem im Textilbereich zum Färben verwendet wird. Im Kosmetikbereich findet es in Haarfärbeprodukten Anwendung.

## Eigenschaften
Der Farbstoff ist als allergisierend bekannt und wird im Ökotex Standard 100 gelistet.

## Regulierung
In der Europäischen Union ist Disperse Brown 1 durch die Verordnung (EG) Nr. 1223/2009 in kosmetischen Mitteln verboten.